# How Do U Want It
«How Do U Want It» es un sencillo de 2Pac con K-Ci and JoJo del álbum All Eyez on Me de 1996. Fue la doble cara A del sencillo "California Love", y ambas canciones combinadas fueron n.º 1 en la lista Billboard Hot 100 en 1996. En el Reino Unido, la canción alcanzó el puesto nº17. 
La canción samplea el tema "Body Heat" de Quincy Jones de su álbum Body Heat de 1974. El sencillo incluye un diss a la crítica del gangsta rap C. Delores Tucker.

## Vídeo musical
Tres vídeos musicales fueron grabados para la canción: dos en el mismo escenario para el sencillo en abril de 1996, dirigidos por Ron Hightower y producidos por Tracy D. Robinson. Dos de ellos están clasificados por la MPAA (uno de ellos contiene material para adultos). En el vídeo se ve una fiesta de sexo salvaje en un jacuzzi, bailes en jaulas y estríperes, entre otras cosas. Todos los actores y actrices se visten con trajes de época renacentista, aunque todos se quitan la ropa para el vídeo de desnudos. El tercer vídeo es una versión de concierto, la mayoría de ellos actuando en el escenario (no en el House Of Blues). Aparecen K-Ci & Jojo tanto en el concierto como en los segmentos de estudio. El vídeo de material adulto también incluye estrellas del cine pornográfico como Nina Hartley, Heather Hunter, Nadia Cassini y Angel Kelly.

## Lista de canciones
1. «How Do U Want It» (LP Versión)
2. «California Love» (Long Radio Edit)
3. «2 of Amerikaz Most Wanted» (LP Versión)
4. «Hit 'Em Up»

## Posiciones
| Lista (1996)                                    | Posición máxima |
| ----------------------------------------------- | --------------- |
| Australia                                       | 24              |
| Finlandia                                       | 19              |
| Francia                                         | 35              |
| Nueva Zelanda                                   | 2               |
| Suecia                                          | 33              |
| Suiza                                           | 37              |
| U.S. Billboard Hot 100                          | 1               |
| U.S. Billboard Hot R&B/Hip-Hop Singles & Tracks | 1               |
| U.S. Billboard Hot Rap Singles                  | 1               |
| Reino Unido                                     | 17              |

## Álbumes con la canción
- All Eyez on Me
- Greatest Hits
- Nu-Mixx Klazzics
- 2Pac Live
- Tupac: Live at the House of Blues
- 2 PAC-The Prophet Returns